# Leslie Jordan
Leslie Allen Jordan (Memphis (Tennessee), 29 april 1955 – Hollywood (Californië), 24 oktober 2022) was een Amerikaans acteur. Hij won in 2006 een Primetime Emmy Award voor zijn gastrol als Beverly Leslie in de komedieserie Will & Grace. Jordan maakte in 1986 zijn acteerdebuut als Malone in een aflevering van de actieserie The Fall Guy. Zijn eerste filmrol volgde in 1988, als een niet bij naam genoemde barbezoeker in de komedie Moving.
Jordan overleed op 67-jarige leeftijd nadat hij met zijn auto tegen een gebouw was aangereden.

## Filmografie
*Exclusief enkele televisiefilms
| - Southern Baptist Sissies (2013) - The Help (2011) - Mangus! (2011) - Love Ranch (2010) - Demonic Toys: Personal Demons (2010) - Eating Out: All You Can Eat (2009) - Undead or Alive: A Zombedy (2007) - Chasing Christmas (2005, televisiefilm) - Madhouse (2004) - Home on the Range (2004, stem) - Moving Alan (2003) - The Gristle (2001) - John John in the Sky (2000) | - Lost in the Pershing Point Hotel (2000) - Sordid Lives (2000) - Goodbye Lover (1998) - Eat Your Heart Out (1997) - Shoot the Moon (1996) - Black Velvet Pantsuit (1995) - Jason Goes to Hell: The Final Friday (1993) - Hero (1992) - Missing Pieces (1992) - Ski Patrol (1990) - Frankenstein General Hospital (1988) - Moving (1988) |

## Televisieseries
*Exclusief eenmalige gastrollen
- Call Me Kat - Phil (2021-2022, zesendertig afleveringen)
- American Horror Story - Quentin (2013, drie afleveringen)
- Raising Hope - Reverend Bob (2012-2013, twee afleveringen)
- DTLA - Harold (2012, vijf afleveringen)
- Desperate Housewives - Felix Bergman (2011, twee afleveringen)
- 12 Miles of Bad Road - Kenny Kingman (2008, zes afleveringen)
- Privileged - Dale Dart (2008, twee afleveringen)
- Sordid Lives: The Series - Earl 'Brother Boy' Ingram (2008, elf afleveringen)
- Hidden Palms - Jesse Jo (2007, vijf afleveringen)
- American Dad! - stem Mr. Beauregard (2005-2006, twee afleveringen)
- Will & Grace - Beverley Leslie (2001-2006, elf afleveringen)
- Boston Legal - Bernard Ferrion (2005, zes afleveringen)
- Reba - Terry (2003-2004, twee afleveringen)
- Son of the Beach - Jordan (2000-2002, twee afleveringen)
- Boston Public - Benjamin Harris (2001-2002, vijf afleveringen)
- Ally McBeal - Benjamin Harris (2001, twee afleveringen)
- Caroline in the City - Dr. Leslie (1998, twee afleveringen)
- Hearts Afire - Lonnie Garr (1993-1995, 27 afleveringen)
- Nurses - Cooley Waits (1993, twee afleveringen)
- Bodies of Evidence - Lemar Samuels (1992-1993, zestien afleveringen)
- Reasonable Doubts - Clifford Sizemore (1992-1993, zestien afleveringen)
- Top of the Heap - Emmet Lefebvre (1991, zes afleveringen)
- Sugar and Spice - Monsieur Jacques (1990, twee afleveringen)
- The People Next Door - Truman Fipps (1989, tien afleveringen)

- Biblioteca Nacional de España: XX4953730
- Gemeinsame Normdatei: 141506741
- International Standard Name Identifier: 0000 0001 1787 0780
- Library of Congress Control Number: no2003075276
- MusicBrainz: 6d82fab8-4186-4d81-b1ff-58c35dfb4e18
- Nederlandse Thesaurus van Auteursnamen: 181623722
- Virtual International Authority File: 164917328
- WorldCat: E39PBJcwyB3txkhH9wgkXVfH4q